# Ворочово
Во́рочово (словац. Voročov(o), угор. Kapuszög) — село в Україні, у Ужгородському районі Закарпатської області.
Розташоване на річці Уж.
До 1995 року називалось Ворочево.
Палеолітична стоянка — 30 тисяч років. В урочищі Рибник — мезолітична стоянка.
На лівому березі ріки Уж — курганний могильник ранньозалізного віку.
Перша згадка в літописі — 1548 та 1552 рік.
Ворочівська скеля (нижня, на урочищі Підсокул) відома як історичне місце боїв у березні 1939 р. між військовими формуваннями хортистської угорської армії та відступаючих із Закарпаття чеських військ. Чеський поручик К.Гамник з двома воїнами-кулеметниками із скелі (місце добре доступне для військового огляду території вище села Кам'яниця на Ужгородщині) завдавали значних втрат супротивнику, що наступав на села Перечинщини, Ужанської долини. Керівництво угорської армії навіть змушене було використати військовий літак, аби змусити трьох борців відступити і втекти через село Ворочово на територію Словаччини.
Відомі також трагічні події 18 березня 1939 року. Тоді на околиці с. Яслище на Перечинщині, між залізничною станцією Ворочово і річкою Уж, мадярськими гонведами були по-звірячому розстріляні вісім закарпатських патріотів. Тими ж днями тривожно було і в селі Ворочові. В одному з підвалів Перечинського лісохімзаводу закатували 26-річного вчителя, січового офіцера із Ворочова Василя Опаленика, який спочиває на Ворочівському цвинтарі.

## Природа
Ворочово оточене лісистими горами, поміж яких дзюрчать веселим співом гірські потоки з кришталево чистою водою, яка надходить з гірського Синього озера, джерела не менш відомої Золотої студні (Вишній потік), з Млак з-під гори Анталовецька Поляна (тутешні назвали її Гидря або Ворочівський Явірник).
Тут до прикладу, досі згадують, що до 30-х років ХХ століття через ріку Уж до села Ворочово і навпаки селяни добирались вбрід або «гайовом» — великим човном на 5 чоловік, який сконструювали місцеві майстри.
Дорога Ужгород–Перечин під горою Кедвереш цікава і корисна тим, що на узбіччі б'є ключем смачна екологічно чиста джерельна вода — наша зупинка біля криниці «Під ведмедями». Хто її так назвав — наразі невідомо. Чудо природи — джерело холодної води, яка витікає прямо з гори Кедвереш, з урочища Тепла ямка. Проїждаючи трасою, не можна не помітити скупчення автотранспорту та людей, які набирають воду з криниці «Під ведмедями».
Після поляни Гарпічовка на висоті майже 800 м над рівнем моря в лісових хащах розташоване Синє озеро — Синє болото. З нього витікають струмочки, які ледь-ледь помітні між камінням і листям. Вони формують Вишній потік села Ворочова. Мандрівникам необхідно обережно спускатись крутосхилом, оминаючи надзвичайної конфігурації ями, які з'єднані між собою водяною перемичкою. За формою ями нагадують кратери, усипані уламками скель, вивержених якоюсь гігантською силою.
на Перечинщині містична місцина, де збираютьсявідьми розташована неподалік Ворочева і називається Дірява скала.
Малі полонини — це умовна назва урочищ Залум, Суха, Пастільова, Світильник та Рожок загальною площею більше 80 га. Вони знаходяться на відстані 5–8 км від села і нагадують дику природу — чисте повітря, буйні запашні трави з розмаїттям лікарських рослин.
При переході з урочища Суха в урочище Пастільова на самій вершині з правого боку розташоване одне з 7 чудес тутешніх пам'яток природи — Ведмежа ґавра — унікальна печера, відвідування якої переносить нас у дитинство з казками про ведмедів. Вона заглиблюється під землю на 1–3 м, довжина 2–6 м, висота 2–3 м, зручна і тепла, якщо влаштуватися там у негоду або на ночівлю.
Ворочівські скелі заворожують мандрівників по-своєму. Красу цього природного дива передав у своїх картинах славетний майстер пензля народний художник СРСР Йосип Бокшай.

## Храми
Церква св. Миколи Чудотворця. 1859.
У XVIII ст. село належало монастирю чину Єзуїтів у Ужгороді. У 1751 р. записано дерев'яну церкву св. Миколи в поганому стані, за винятком новозбудованого вівтаря, з двома дзвонами. Крім апостолів, усі образи були нові, місцевої роботи.
У шематизмі єпархії за 1915 р. йдеться про дерев'яну церкву, збудовану 1769 р. Типову кам'яну церкву базилічної форми збудовано з 1850 р. по 1859 р. Розмалював її Ніл Сільвай, син відомого просвітителя Івана Сільвая. Новий іконостас виготовив І. Павлишинець.
Парох села Степан Ортутай відбув ув'язнення в сталінських концтаборах з 1949 р. по 1956 р.
Свято-Покровський чоловічий монастир Мукачівської єпархії Української Православної Церкви 2012 рік
На південний схід від села, на горі Анталовецька Поляна, розташоване озеро Ворочівське (вулканічного походження). Гідрологічна пам'ятка природи місцевого значення (з 1984 року).
Лежить у западині на висоті 700 м над. р. м. Озеро вулканічного походження. Складається з двох водойм загальною площею 0,4 га. Водойми круглої форми діаметром до 50 м. Вода дуже прозора. Живиться підземними водами. Оточене лісом, важкодоступне.

## Населення
Згідно з переписом УРСР 1989 року чисельність наявного населення села становила 842 особи, з яких 408 чоловіків та 434 жінки.
За переписом населення України 2001 року в селі мешкали 804 особи.

### Мова
Розподіл населення за рідною мовою за даними перепису 2001 року:
| Мова       | Відсоток |
| ---------- | -------- |
| українська | 98,64 %  |
| російська  | 1,36 %   |

## Туристичні місця
- Палеолітична стоянка — 30 тисяч років
- В урочищі рибник — мезолітична стоянка.
- На лівому березі ріки Уж — курганний могильник ранньозалізного віку.
- Ворочівська скеля (нижня, на урочищі Підсокул) відома як історичне місце боїв у березні 1939 р. між військовими формуваннями хортистської угорської армії та відступаючих із Закарпаття чеських військ.
- озеро Ворочівське (вулканічного походження).
- Свято-Покровський чоловічий монастир
- храм св. Миколи Чудотворця. 1859.
- Ведмежа ґавра — унікальна печера
- Дірява скала.
- Після поляни Гарпічовка на висоті майже 800 м над рівнем моря в лісових хащах розташоване Синє озеро — Синє болото.
- криниця «Під ведмедями».
- Золота студня